# Acrilato de 3,5,5-trimetilexila
Acrilato de 3,5,5-trimetilexila é o composto orgânico de fórmula C12H22O2, SMILES CC(CCOC(=O)C=C)CC(C)(C)C massa molecular 198,30. É classificado com o número CAS 2664-55-3. É o éster do ácido acrílico do álcool 3,5,5-trimetil-hexanol.